# Тиват
Тиват је град и сједиште истоимене општине у Црној Гори, у Боки которској. Према попису из 2023. било је 10.743 становника.

## Историја
О поријеклу имена Тиват постоје четири опречна мишљења. Према првом, назив Тиват изведен је од имена илирске краљице Теуте која је једно вријеме имала своју пријестоницу у Рисну, а можда и љетниковце у близини данашњег Тивта. По другом мишљењу назив би могао бити изведен од имена хришћанских светаца као што су sanctus Theodorus, Theodosius, Theodotus, Theodulus или средњовјековног (12. век) Theudo, Teodo. Треће мишљење изнето је врло кратко и без већих образложења. По том мишљењу назив потиче од келтске ријечи „тоуто“ што значи град. Четврто мишљење долази од водећих келтолога региона и тврди да је назив изведен од келтске ријечи „тивад“ (савремени велшки: tywod, што значи пијесак. Лазар Томановић 1885. године пише да је народ Тиват звао Црнилат. 
У историји Боке которске јасно се издвајају сљедеће епохе: илирска, римско-византијска, српска, млетачко-турска и аустријска. Обале тиватског залива прошле су кроз све ове епохе о чему свједоче како многи археолошки налази тако и постојећи споменици старе архитектуре као и писани историјски извори.
За илирски период који се завршава 168-7. године п. н. е. пропашћу илирске државе постоји мали број археолошких налаза. Римски период је знатно богатији. У старијој литератури навођено је мишљење да се у предјелу Бобовишта (данашње Калардово) налазио неки стари град. Помишљало се да се на том мјесту налазио и стари Агрувијум. Таква мишљења постоје и данас, али се не везују увијек за Бобовиште него и за друге локалитете у ближој или даљој околини Тивта.
Период српске владавине почиње у Котору крајем 1185. године. Од тада па све до 1370. године Котор и његов Дистрикт налазе се у оквирима српске средњовјековне државе Немањића. У XIII вијеку на Превлаци код Тивта, Свети Сава, кад је приступио оснивању српске цркве, поставио је столицу зетског епископа и ту на остацима бенедиктинског манастира саграђен је манастир посвећен Св. арханђелу Михаилу.
Године 1420. Млетачка република је заузела которски дистрикт, као и Луштичко полуострво заједно са Превлаком.
Период од доласка Млетака па до краја 18. в. карактерише чести сукоби између њих и Турака.
Веома значајну прекретницу у историји Боке Которске представљао је пад Млетачке републике 1797. године. Тада почиње један дужи период од скоро двадесет година у коме су се на територији Боке Которске смјењивале разне туђе власти док најзад 1814. године није дошла Аустрија да ту и остане до свог слома 1918. године.
Тиват се као град почео развијати тек крајем 19. века кад је основана војно поморска лука Арсенал. До изградње Арсенала земљишни посједи у Тивту су углавном били у рукама феудалне властеле Прчања, Пераста, Доброте и Котора.
Данас је Тиват модеран град оријентисан на развој туризма као приоритетне дјелатности.
Овде се налази КК Теодо Тиват. Овде се одржава Међународни карневал Тиват.

## Демографија
У насељу Тиват живи 7344 пунолетна становника, а просечна старост становништва износи 37,1 година (35,9 код мушкараца и 38,2 код жена). У насељу има 3118 домаћинстава, а просечан број чланова по домаћинству је 3,04.
Становништво у овом насељу веома је хетерогено, а у последња три пописа, примећен је пораст у броју становника.
|  |

| Демографија | Демографија | Демографија |
| Година      | Становника  | Становника  |
| ----------- | ----------- | ----------- |
|             |             |             |
|             |             |             |
|             |             |             |
|             |             |             |
| 1948.       | 2.483       |             |
| 1953.       | 2.835       |             |
| 1961.       | 3.368       |             |
| 1971.       | 4.225       |             |
| 1981.       | 6.280       |             |
| 1991.       | 8.230       | 8.079       |
| 2003.       | 9.697       | 9.467       |
| 2011.       |             | 9.367       |
|             |             |             |

| Етнички састав према попису из 2003.‍ | Етнички састав према попису из 2003.‍ | Етнички састав према попису из 2003.‍ | Етнички састав према попису из 2003.‍ | Етнички састав према попису из 2003.‍ |
| ------------------------------------ | ------------------------------------ | ------------------------------------ | ------------------------------------ | ------------------------------------ |
|                                      |                                      |                                      |                                      |                                      |
| Срби                                 | Срби                                 |                                      | 3.284                                | 34,68%                               |
| Црногорци                            | Црногорци                            |                                      | 2.944                                | 31,09%                               |
| Хрвати                               | Хрвати                               |                                      | 1.908                                | 20,15%                               |
| Муслимани                            | Муслимани                            |                                      | 97                                   | 1,02%                                |
| Албанци                              | Албанци                              |                                      | 80                                   | 0,84%                                |
| Словенци                             | Словенци                             |                                      | 48                                   | 0,50%                                |
| Југословени                          | Југословени                          |                                      | 46                                   | 0,48%                                |
| Мађари                               | Мађари                               |                                      | 39                                   | 0,41%                                |
| Бошњаци                              | Бошњаци                              |                                      | 28                                   | 0,29%                                |
| Египћани                             | Египћани                             |                                      | 23                                   | 0,24%                                |
| Македонци                            | Македонци                            |                                      | 22                                   | 0,23%                                |
| Италијани                            | Италијани                            |                                      | 9                                    | 0,09%                                |
| Немци                                | Немци                                |                                      | 4                                    | 0,04%                                |
| Руси                                 | Руси                                 |                                      | 1                                    | 0,01%                                |
| Роми                                 | Роми                                 |                                      | 1                                    | 0,01%                                |
| непознато                            | непознато                            |                                      | 32                                   | 0,33%                                |

| \| \| м \| \| \| ж \| \| ? \| 14 \| \| \| 14 \| \| 80+ \| 51 \| \| \| 100 \| \| 75—79 \| 81 \| \| \| 147 \| \| 70—74 \| 147 \| \| \| 168 \| \| 65—69 \| 210 \| \| \| 233 \| \| 60—64 \| 205 \| \| \| 220 \| \| 55—59 \| 207 \| \| \| 238 \| \| 50—54 \| 343 \| \| \| 399 \| \| 45—49 \| 382 \| \| \| 376 \| \| 40—44 \| 342 \| \| \| 397 \| \| 35—39 \| 344 \| \| \| 378 \| \| 30—34 \| 269 \| \| \| 288 \| \| 25—29 \| 389 \| \| \| 330 \| \| 20—24 \| 406 \| \| \| 354 \| \| 15—19 \| 374 \| \| \| 355 \| \| 10—14 \| 318 \| \| \| 297 \| \| 5—9 \| 282 \| \| \| 303 \| \| 0—4 \| 266 \| \| \| 240 \| \| Просек : \| 288 \| \| \| 23 \| |     |  |  |     |
| |     |  |  |     |
| | м   |  |  | ж   |
| ? | 14  |  |  | 14  |
| 80+ | 51  |  |  | 100 |
| 75—79 | 81  |  |  | 147 |
| 70—74 | 147 |  |  | 168 |
| 65—69 | 210 |  |  | 233 |
| 60—64 | 205 |  |  | 220 |
| 55—59 | 207 |  |  | 238 |
| 50—54 | 343 |  |  | 399 |
| 45—49 | 382 |  |  | 376 |
| 40—44 | 342 |  |  | 397 |
| 35—39 | 344 |  |  | 378 |
| 30—34 | 269 |  |  | 288 |
| 25—29 | 389 |  |  | 330 |
| 20—24 | 406 |  |  | 354 |
| 15—19 | 374 |  |  | 355 |
| 10—14 | 318 |  |  | 297 |
| 5—9 | 282 |  |  | 303 |
| 0—4 | 266 |  |  | 240 |
| Просек : | 288 |  |  | 23  |

| Број домаћинстава према пописима из периода 1948—2003. | Број домаћинстава према пописима из периода 1948—2003. | Број домаћинстава према пописима из периода 1948—2003. | Број домаћинстава према пописима из периода 1948—2003. | Број домаћинстава према пописима из периода 1948—2003. | Број домаћинстава према пописима из периода 1948—2003. | Број домаћинстава према пописима из периода 1948—2003. | Број домаћинстава према пописима из периода 1948—2003. |
| Година пописа                                          | 1948.                                                  | 1953.                                                  | 1961.                                                  | 1971.                                                  | 1981.                                                  | 1991.                                                  | 2003.                                                  |
| ------------------------------------------------------ | ------------------------------------------------------ | ------------------------------------------------------ | ------------------------------------------------------ | ------------------------------------------------------ | ------------------------------------------------------ | ------------------------------------------------------ | ------------------------------------------------------ |
| Број домаћинстава                                      | 784                                                    | 1.023                                                  | 980                                                    | 1.254                                                  | 1.889                                                  | 2.562                                                  | 3.145                                                  |

| Број домаћинстава по броју чланова према попису из 2003. | Број домаћинстава по броју чланова према попису из 2003. | Број домаћинстава по броју чланова према попису из 2003. | Број домаћинстава по броју чланова према попису из 2003. | Број домаћинстава по броју чланова према попису из 2003. | Број домаћинстава по броју чланова према попису из 2003. | Број домаћинстава по броју чланова према попису из 2003. | Број домаћинстава по броју чланова према попису из 2003. | Број домаћинстава по броју чланова према попису из 2003. | Број домаћинстава по броју чланова према попису из 2003. | Број домаћинстава по броју чланова према попису из 2003. | Број домаћинстава по броју чланова према попису из 2003. |
| Број чланова                                             | 1                                                        | 2                                                        | 3                                                        | 4                                                        | 5                                                        | 6                                                        | 7                                                        | 8                                                        | 9                                                        | 10 и више                                                | Просек                                                   |
| -------------------------------------------------------- | -------------------------------------------------------- | -------------------------------------------------------- | -------------------------------------------------------- | -------------------------------------------------------- | -------------------------------------------------------- | -------------------------------------------------------- | -------------------------------------------------------- | -------------------------------------------------------- | -------------------------------------------------------- | -------------------------------------------------------- | -------------------------------------------------------- |
| Број домаћинстава                                        | 3.118                                                    | 552                                                      | 679                                                      | 602                                                      | 861                                                      | 283                                                      | 109                                                      | 23                                                       | 7                                                        | 1                                                        | 1                                                        |

| Пол    | Укупно | Неожењен/Неудата | Ожењен/Удата | Удовац/Удовица | Разведен/Разведена | Непознато |
| ------ | ------ | ---------------- | ------------ | -------------- | ------------------ | --------- |
| Мушки  | 3.764  | 1.330            | 2.225        | 109            | 77                 | 23        |
| Женски | 3.997  | 1.008            | 2.247        | 544            | 182                | 16        |
| УКУПНО | 7.761  | 2.338            | 4.472        | 653            | 259                | 39        |

| Пол    | Укупно                    | Пољопривреда, лов и шумарство | Рибарство                            | Вађење руде и камена | Прерађивачка индустрија       |
| ------ | ------------------------- | ----------------------------- | ------------------------------------ | -------------------- | ----------------------------- |
| Мушки  | 1.615                     | 2                             | 2                                    | 20                   | 85                            |
| Женски | 1.270                     | 2                             | 1                                    | 13                   | 56                            |
| Укупно | 2.885                     | 4                             | 3                                    | 33                   | 141                           |
|        |                           |                               |                                      |                      |                               |
| Пол    | Производња и снабдевање   | Грађевинарство                | Трговина                             | Хотели и ресторани   | Саобраћај, складиштење и везе |
| Мушки  | 50                        | 38                            | 187                                  | 106                  | 178                           |
| Женски | 15                        | 17                            | 348                                  | 130                  | 78                            |
| Укупно | 65                        | 55                            | 535                                  | 236                  | 256                           |
|        |                           |                               |                                      |                      |                               |
| Пол    | Финансијско посредовање   | Некретнине                    | Државна управа и одбрана             | Образовање           | Здравствени и социјални рад   |
| Мушки  | 6                         | 45                            | 701                                  | 47                   | 30                            |
| Женски | 14                        | 51                            | 191                                  | 126                  | 150                           |
| Укупно | 20                        | 96                            | 892                                  | 173                  | 180                           |
|        |                           |                               |                                      |                      |                               |
| Пол    | Остале услужне активности | Приватна домаћинства          | Екстериторијалне организације и тела | Непознато            | Непознато                     |
| Мушки  | 90                        | 0                             | 4                                    | 24                   | 24                            |
| Женски | 60                        | 0                             | 2                                    | 16                   | 16                            |
| Укупно | 150                       | 0                             | 6                                    | 40                   | 40                            |

## Познате личности
- Бранко Сокач, хрватски геолог и академик
- Вјекослав Пасковић, црногорски ватерполиста, освајач европског првенства (2008), универзијаде (2005, 2007), свјетског јуниорског првенства (2003, 2005), европског јуниорског првенства (2002, 2003, 2004)
- Штефица Петрушић, југословенска и хрватска оперска пјевачица
- Анто Станичић, српски писац дјечије књижевности
- Антон Пеан, југословенски и црногорски сликар хрватског поријекла
- Маја Перфиљева, југословенска и хрватска пјесникиња, професорица и сликарка
- Блажо Лалевић, црногорски фудбалер
- Данијел Петковић, црногорски фудбалски голман
- Борис Шканата, југословенски пливач, треће мјесто на европском првенству (1950)
- Јоко Мештровић, касније Џејмс I Мештровић, наредник у Армији Сједињених Америчких Држава, одликован Медаљом части за заслуге у Првом Свјетском Рату
- Божо Николић, црногорски морепловац и политичар, први посланик хрватске националности у Скупштини Црне Горе
- Бојан Суботић, српски кошаркаш

## Партнерски градови
Тиват је побратимљен са сљедећим градовима:
- Алексин, Русија
- Ђиадинг, Шангај, Кина
- Карпош, Скопље, Сјеверна Македонија
- Коњиц, Босна и Херцеговина
- Мола ди Бари, Бари, Италија
- Сан Ђакомо дељи Скјавони, Италија
- Нови Сад, Србија
- Сремски Карловци, Србија
- Уб, Србија
- Пиран, Словенија
- Трогир, Хрватска
- Ђурђу, Румунија

## Галерија
- Дворана Жупа
- Аеродром Тиват